# Georg Schöner (Pfarrer)
Georg Schöner (auch George Schoener; * 21. März 1864 in Steinach, Großherzogtum Baden; † 2. Oktober 1941 in Santa Clara, Kalifornien) war ein deutschstämmiger römisch-katholischer Pfarrer, der in den USA für seine Rosenzüchtungen als „Rosenpfarrer“ (Padre of the Roses) bekannt wurde. Zwei seiner Züchtungen bestehen bis heute: Arrillaga und Schoener’s Nutkana.
Schöner wanderte 1890 in die USA aus und wurde 1892 zum Priester geweiht. Er wirkte in Pfarreien in Pennsylvania, in Rochester (Ohio) und ab 1911 in Brooks (Oregon), wo er mit der Rosenzucht begann. Von 1917 bis 1939 wirkte er in Santa Barbara (Kalifornien) und zog mit 75 Jahren an die Jesuiten-Universität von Santa Clara (Kalifornien), wo er zwei Jahre später starb. Um 1936 züchtete er die „schwarze Rose“ mit dem Namen „Justice Oliver Wendell Holmes“.
Die Georg-Schöner-Schule in Steinach ist nach ihm benannt.